# کیهان‌شناسی‌های آفرینش‌گرا
کیهان‌شناسی‌های آفرینش‌گرا (به انگلیسی: Creationist cosmologies) توضیحاتی در مورد ریشه‌ها و شکل جهان بر اساس روایت آفرینش پیدایش (به انگلیسی: Genesis) هستند (پیدایش ۱)، که بر اساس آن خدا کیهان را در هشت عمل آفرینشی در طول هگزامرون (به انگلیسی: Hexameron)، یعنی شش روز «هفته آفرینش» آفرید:
- روز ۱: آفرینش نور، جداسازی نور از تاریکی؛
- روز ۲: آفرینش گنبد آسمان، جداسازی آب‌های بالای زمین از پایین؛
- روز ۳: جداسازی آب‌های پایین گنبد آسمان از خشکی ها؛ به زمین فرمان داده می‌شود تا گیاهان را تولید کند؛
- روز ۴: آفرینش «چراغ‌ها» (خورشید، ماه و ستاره‌ها) در گنبد آسمان
- روز ۵: آفرینش ماهی و پرندگان تا دریا و آسمان را اشغال کنند؛
- روز ۶: آفرینش حیوانات (و در ادامه) آفرینش بشر.

آفرینش‌گرایان زمین جوان (به انگلیسی: Young Earth)، این شش روز را به عنوان شش دوره ۲۴-ساعته تفسیر می‌کنند؛ آفرینش‌گرایان زمین کلان‌سال (به انگلیسی: Old Earth) میلیون‌ها یا حتی میلیاردها سال درون «هفته آفرینش» را جایز می‌دانند.

## مبنای کیهان‌شناسی آفرینش‌گرا
کیهان‌شناسی مطالعه منشأ، تکامل و فرجام نهایی جهان است. کیهان‌شناسی علمی از روش علمی استفاده می‌کند، که این یعنی، به وجود آوردن فرضیه‌هایی که پیش بینی‌های مشخصی می‌کنند، که آن پیش بینی‌ها می‌توانند با مشاهدات و رصدها راستی آزمایی شوند؛ با توجه به نتیجه مشاهدات، فرضیه‌ها رها می‌شوند، یا اصلاح می‌شوند، یا بسط داده می‌شوند تا با داده‌ها مطابقت کنند. مدل علمی منشأ و تکامل جهان ما، مه‌بانگ یا انفجار بزرگ است. این انفجار مانند یک انفجار متعارف نبود، که در آن بخش‌های یک بمب به اطراف پرتاب شوند، بلکه انفجار فضا در محدوده و درون خودش بود؛ تمام ماده و انرژی جهان در یک تک نقطه محصور بودند، و در انفجار تمام ذرات جهان آغازین شروع به با سرعت دور شدن از یکدیگر کردند. "انفجار" تقریباً 13.8 میلیارد سال پیش اتفاق افتاد، بنابراین سن جهان این است.
آفرینش‌گرایی منوط به فرض بی‌خطایی انجیل شده‌است. به گفته طرفدار برجسته زمین جوان کن هم (Ken Ham)، ... .